# Хандібагі
Хандібагі (узб. Хондибоғи, Xondibogʻi) — міське селище в Узбекистані, в Алтинкульському районі Андижанської області.
Статус міського селища з 2009 року.